# GSC7075-129
GSC7075-129 — хімічно пекулярна зоря спектрального класу ?, що має видиму зоряну величину в смузі V приблизно 10,0.

## Пекулярний хімічний вміст
Зоряна атмосфера GSC7075-129 має підвищений вміст Cr та Sr.